# NK Kamen Ingrad Velika
NK Kamen Ingrad war ein Fußballverein aus Velika (Kroatien).
Der Verein wurde privat von Vladimir Zec gesponsert. Er war Hauptgeschäftsführer der Steinverarbeitungsfirma Kamen-Ingrad in Velika, daher auch der Name des Fußballklubs. Ihm war es zu verdanken, dass diese Kleinstadt einen Verein in der höchsten kroatischen Fußballliga hatte.

Das Stadion mit 10.000 Plätzen wurde von Vladimir Zec' Unternehmen finanziert und erbaut.

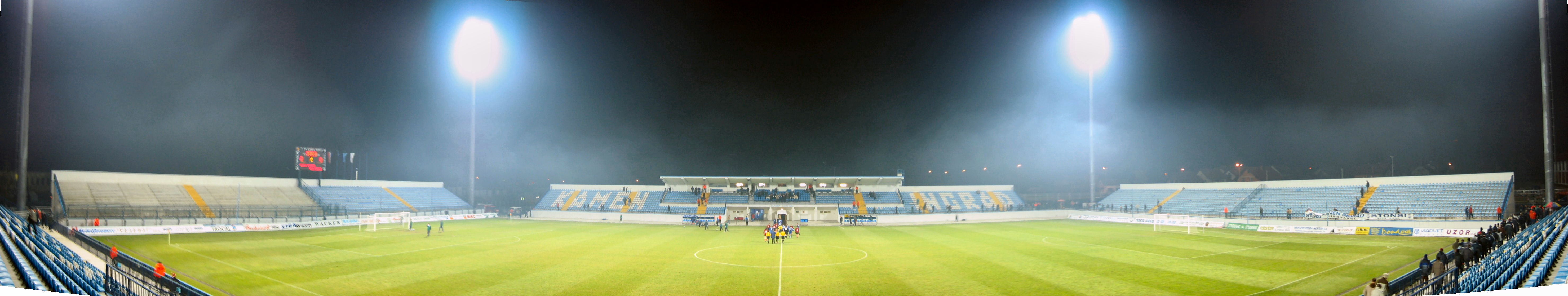
Kamen Ingrad Stadion

Größter internationaler Erfolg war das knappe Ausscheiden in der ersten Runde des UEFA-Pokals 2003/04 gegen den FC Schalke 04.
2007 wurde der nun ehemalige Vereinspräsident wegen Steuerhinterziehung in Kroatien angeklagt. So konnte er auch nicht mehr die Funktion des Präsidenten ausüben und legte sein Amt nieder. Ohne Finanzmittel stand der Verein nun vor dem Ruin. Als Tabellenletzter stieg man im selben Jahr aus der 1. Liga ab und im Jahr darauf auch aus der 2. Liga.
Am 23. Juli 2008 wurde dem Verein vom kroatischen Fußballverband die Meldung einer 1. Mannschaft für die Spielzeit 2008/09 untersagt, weil auch die Gehälter nicht mehr gezahlt wurden. Lediglich Jugendmannschaften wurden zugelassen.

## Spieler
- Mario Mijatović (2004–2005)
- Srđan Lakić (2005–2006)